# Динозавър (филм, 2000)
„Динозавър“ (на английски: Dinosaur) е американски компютърно-анимационен филм от 2000 г. Това е тридесет и деветия филм от поредицата „Класически анимационни филми“ на Дисни (Walt Disney Animated Classics). Филмът излиза на екран от 19 май 2000 г.

## Синхронен дублаж
| Роля   | Изпълнител       |
| ------ | ---------------- |
| Плио   | Тамара Войс      |
| Яр     | Иван Джамбазов   |
| Зини   | Николай Николов  |
| Съри   | Мария Найденова  |
| Аладар | Станимир Гъмов   |
| Крон   | Стефан Щерев     |
| Брутон | Георги Георгиев  |
| Нийра  | Светлана Смолева |
| Бейлин | Цонка Митева     |
| Ийма   | Мария Карел      |

### Други гласове
| Поля Цветкова     |
| Стефан Сърчаджиев |
| Цанко Тасев       |
| Василка Сугарева  |
| Влад Новаков      |

## Българска версия
| Обработка                       | Александра Аудио                            |
| ------------------------------- | ------------------------------------------- |
| Режисьор на дублажа             | Василка Сугарева                            |
| Преводач                        | Венета Янкова                               |
| Тонрежисьори на записа          | Виктор Стоянов Петър Костов                 |
| Творчески ръководител           | Венета Янкова                               |
| Продуцент на българската версия | Disney Character Voices International, Inc. |

## Телевизионна версия
На 1 юни 2011 г. TV7 излъчи филма с български дублаж. Екипът се състои от:
| Озвучаващи артисти  | Лидия Вълкова Лина Шишкова Сава Пиперов Живко Джуранов Камен Асенов |
| Преводач            | Ралица Ботева                                                       |
| Тонрежисьор         | Красимира Семерджиева                                               |
| Режисьор на дублажа | Красимир Куцупаров                                                  |